# Илийчо Йорданов
Илийчо Йорданов е добруджански културен деец, участник в борбата за освобождение на Добруджа

## Дейност
Роден в Силистра. Завършва Силистренското педагогическо училище. Най-голям принос за културните изяви на русенското дружество „Добруджа“ в града и в страната има основаният още през 1919 година смесен добруджански хор под диригентството на Илийчо Йорданов. Сам добруджански бежанец, Илийчо Йорданов е първият и единствен диригент на хора от неговото създаване до разформирането му през 1947 година. Хорът се радва на голяма популярност в цялата страна. Паметни са участията му по време на големите чествания на годишнината от гибелта на Стефан Караджа и Тутраканската епопея. Секретар на дружество „Добруджа“ в Русе. За заслуги към България е предложен за награда с народна пенсия и орден.